# Józef Tischner
Józef Tischner (* 12. März 1931 in Stary Sącz; † 28. Juni 2000 in Krakau) war ein polnischer Philosoph und katholischer Priester.

## Leben

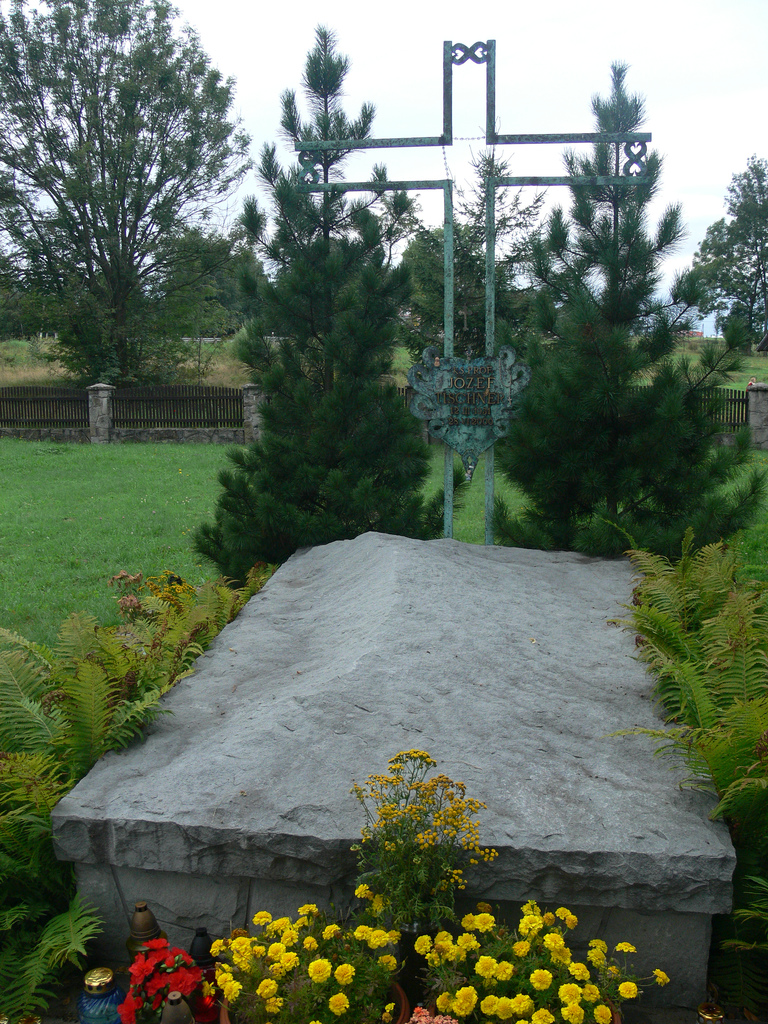
Tischners Grab in Łopuszna

Tischner entstammte einer Goralenfamilie aus dem Sandezer Land und wuchs im Dorf Łopuszna im polnischen Almenvorland unweit der Tatra auf. Ab 1950 studierte er in Krakau Theologie und Philosophie. 1955 erhielt er die Priesterweihe. 1963 promovierte er bei Roman Ingarden, einem Schüler Edmund Husserls, und habilitierte sich 1974 in Warschau. Im Oktober 1980 predigte er in einer berühmt gewordenen Messe auf dem Krakauer Wawel für die versammelte Führung der oppositionellen Solidarność-Gewerkschaft. In den 1990er Jahren begleitete Tischner mit seinen Stellungnahmen den Neuaufbau der polnischen Demokratie. Mehrere Jahre lang war er, der seinen Lebensmittelpunkt als Philosophie-Professor in Krakau behielt, Präsident des Wiener Instituts für die Wissenschaften vom Menschen. Im September 1999 wurde er mit der höchsten staatlichen Auszeichnung Polens, dem Weißen Adler, ausgezeichnet.

## Wirkungen
Durch Ingarden wurde Tischner mit den Methoden und Ansichten der phänomenologischen Bewegung vertraut gemacht. So verwundert es nicht, dass er mit einer Arbeit über „Das transzendentale Ich in der Philosophie Edmund Husserls“ promovierte. Als Phänomenologe hatte Tischner sowohl dem staatlich verordneten Marxismus-Leninismus als auch dem in der kirchlichen Lehre bestimmenden Thomismus einen eigenen originellen Entwurf entgegenzusetzen, was sich in Büchern wie „Der unmögliche Dialog. Christentum und Marxismus in Polen“ oder „Der Untergang des thomistischen Christentums“ niederschlug. Tischner grenzte seine Philosophie später aber auch von den Phänomenologen Husserl und Martin Heidegger ab, denen er z. B. vorwarf, menschliche Beziehungen nur intentional und nicht dialogisch zu verstehen. Unter dem Einfluss der Dialogphilosophie und als Professor an der Krakauer Theaterhochschule entwickelte Tischner eine Philosophie des menschlichen Dramas, die sich durch eine besondere Sensibilität für die Anerkennung und Demütigung menschlicher Würde auszeichnet. Dieser Ansatz wurde von Zvi Lothane, einem US-amerikanischen Psychiater polnisch-jüdischer Herkunft aufgegriffen und in der Einführung der Dramatologie für Psychoanalyse und Psychotherapie fruchtbar gemacht.
Aus den Predigten und Aufsätzen, die Tischner in der Aufbruchstimmung der Streiks und Proteste gegen das sozialistische Regime Polens und vor Verhängung des Kriegsrechts im Dezember 1981 verfasste, ist die „Ethik der Solidarität“ entstanden. Mit den in einer einfachen und dennoch philosophisch tiefgreifenden Sprache formulierten Texten wurde Tischner zum Philosophen der demokratischen Opposition, welcher der damals herrschenden marxistisch-leninistischen Ideologie auf intellektueller Ebene eine ethisch verantwortete Weltdeutung entgegensetzte. Er inspirierte und interpretierte damit die gewaltfreie und dialogoffene Haltung der Solidarność, die auf die Demokratiebewegungen ab 1989 in den ehemals sozialistischen Staaten abfärbte.
Tischner ist der polnischen Öffentlichkeit als streitbarer und origineller Intellektueller in Erinnerung geblieben. Seine mit einem Augenzwinkern verfasste „Philosophiegeschichte auf Goralisch“ erlangte z. B. als Buch und Theaterstück große Beliebtheit. Ein Stipendienprogramm trägt heute ebenso seinen Namen wie eine Krakauer Hochschule.

## Schriften
In deutscher Sprache sind erschienen:
- Ethik der Solidarität. Prinzipien einer Hoffnung, Graz 1982. Polnisches Original: Etyka solidarności i Homo sovieticus, Paris 1982.
- Das menschliche Drama, München 1989. Polnisches Original: Filozofia dramatu, 1986.
- Der Streit um die Existenz des Menschen, Berlin 2010. Polnisches Original: Spór o istnienie człowieka, Kraków 1998.

## Verweise
1. ↑  Zvi (Henry) Lothane: Dramatologie im Alltagsleben, bei Erkrankungen und in der analytischen Therapie. Ein weiterer Beitrag zur interpersonellen Psychoanalyse, in: texte. psychoanalyse. ästhetik. kulturkritik., deutschsprachige Fassung Heft 3/2010, 30. Jg. Passagen Verlag Wien, S. 96–128, sowie weitere Titel.
2. ↑  Es handelt sich um die Józef Tischner Fellowships for Polish and Polish-American Scholars am Institut für die Wissenschaften vom Menschen in Wien. In: IWM. 1. Januar 2015, archiviert vom Original (nicht mehr online verfügbar) am 11. Januar 2019; abgerufen am 11. Januar 2019 (amerikanisches Englisch).  Info: Der Archivlink wurde automatisch eingesetzt und noch nicht geprüft. Bitte prüfe Original- und Archivlink gemäß Anleitung und entferne dann diesen Hinweis.